# Конопљика
Конопљика (Vitex agnus-castus), такође се зове витекс, аврамово дрво или монахов бибер, пореклом је из Медитерана. Теофраст је помињао овај грм неколико пута у свом Истраживању биљака. Дуго се сматрало да је анафродизијак али је њена ефикасност остала спорна. Код ове биљке може доћи и до самополинације.

## Етимологија
Латински назив рода Vitex, је Плиније Старији извео из латинског vieo, што значи ткају или везују, што указује на везу са употребом у прављењу корпи. 

### Репродукција
Ова биљка може бити репродукована вегетативно. Једна од могућности је да се користе гранчице старијег дрвета са пупољцима дуге 5-8 cm у јулу и августу, а друга је да се одсече гранчица старијег дрвета у новембру и да се остави да пусти жиле у хладној кутији. 

### Гајење
Конопљика се гаји у топлој клими и суптропском региону због своје нежне текстуре и мирисног лишћа. Расте до висине од 1-5 m. Захтева стално сунце или делимично сеновита места уз добро исушено земљиште.  

## Болести и штеточине
Трипси (Thysanoptera) могу да изазову велику штету у расту и развоју Конопљике. Конопљика је такође једини познат домаћин (посебно у Израелу) за инсекте Hyalesthus obsoletus.

## Хемијских једињења
Флавоноиди (витексин.кастицин), гликозиди, 4-хидроксибензоева-киселина, алкалоиди, етерична уља, масна уља, дитерпени и стероидни хормон су идентификовани у хемијској анализи конопљике. Они се налазе у воћу и у листовима.

## Медицинска употреба
Клиничке студије су показале ефикасност стандардизованих и контролисаних лекова добијених из екстракта биљке у прављању лекова за ПМС, и бола у грудима (масталгија). Лек је препоручен у Немачкој.
1. ↑  Pliny reports that some Greeks called it lygos, others agnos.
2. 1 2  Verein für Arznei- und Gewürzpflanzen Saluplanta. 2013.
3. ↑  Umberto Quattrocchi. 2000.
4. ↑  Gimpl A. 2003.
5. ↑  Hoberg, Eva; Meier, Beat; Sticher, Otto (2000). „An analytical high performance liquid chromatographic method for the determination of agnuside and p-hydroxybenzoic acid contents in Agni-casti fructus”. Phytochemical Analysis. 11 (5): 327—329. doi:10.1002/1099-1565(200009/10)11:5<327::AID-PCA523>3.0.CO;2-0.
6. ↑  Hajdú, Zsuzsanna; Judit Hohmann; Peter Forgo; Tamás Martinek; Máté Dervarics; István Zupkó; György Falkay; Daniel Cossuta; Imre Máthé. „Diterpenoids and flavonoids from the fruits of Vitex agnus-castus and antioxidant activity of the fruit extracts and their constituents”. Wiley InterScience. Приступљено 11. 11. 2007.[мртва веза]
7. ↑  Hager H.;  . (2013).  Hänsel R., ур. Hagers Handbuch der Pharmazeutischen Praxis: Drogen P-Z Folgeband 2. Springer-Verlag. стр. 1183—1196. ISBN 978-3-642-57881-6.
8. ↑  Wuttke, W; Jarry H; Christoffel V; Spengler B; Seidlová-Wuttke D. (2003). „Chaste tree (Vitex agnus-castus)--pharmacology and clinical indications”. Exp Clin Endocrinol Diabetes. 10 (4): 348—57. PMID 12809367. doi:10.1078/094471103322004866.
9. ↑  Schellenberg, R. (20. 1. 2001). „Treatment for the premenstrual syndrome with agnus castus fruit extract: prospective, randomised, placebo controlled study”. British Medical Journal. 322 (7279): 134—7. PMC 26589 . PMID 11159568. doi:10.1136/bmj.322.7279.134.
10. ↑  Berger, D; Schaffner W; Schrader E; Meier B; Brattström A (2000). „Efficacy of Vitex agnus castus L. extract Ze 440 in patients with pre-menstrual syndrome (PMS)”. Arch Gynecol Obstet. 264 (3): 150—3. PMID 11129515. doi:10.1007/s004040000123.
11. ↑  Carmichael, A. R. (2008). „Can Vitex Agnus Castus be Used for the Treatment of Mastalgia? What is the Current Evidence?”. Evidence-based complementary and alternative medicine : eCAM. 5 (3): 247—250. PMC 2529385 . PMID 18830450. doi:10.1093/ecam/nem074.
12. ↑  Daniele, C. (2005). „Vitex agnus castus: a systematic review of adverse events”. Drug Safety. 28 (4): 319—32. PMID 15783241. doi:10.2165/00002018-200528040-00004.
13. ↑  Axel Valet; Kay Goerke; Joachim Steller (2003). Klinikleitfaden Gynäkologie Geburtshilfe. Untersuchung. Diagnostik. Therapie. Notfall. Urban & Fischer. ISBN 978-3-437-22211-5.